# 야마구치촌 (아이치현)
야마구치촌(山口村)은 일본 아이치현 아이치군에 설치되었던 촌이다. 현재의 세토시의 일부에 해당한다.